# Kazimierz Górny

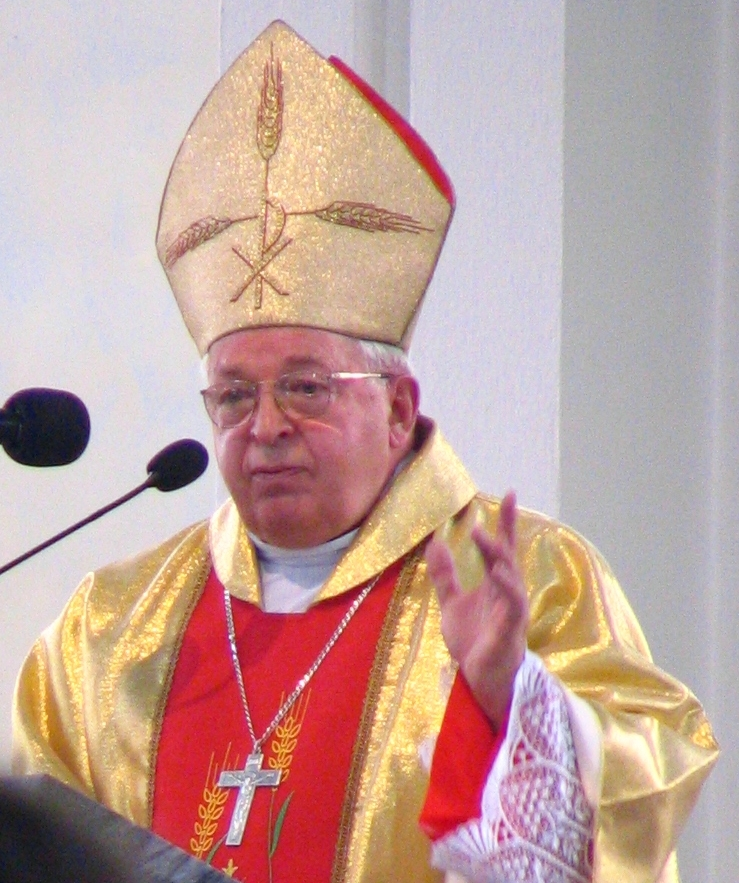
Kazimierz Górny

Kazimierz Górny (* 24. Dezember 1937 in Lubień) ist ein polnischer Geistlicher und emeritierter römisch-katholischer Bischof von Rzeszów.

## Leben
Nach dem Abitur in Krakau trat er in das dortige Priesterseminar ein und studierte Theologie und Philosophie. Der Weihbischof in Krakau, Karol Wojtyła, weihte ihn am 29. Juni 1960 zum Priester. Nach zehnjähriger Tätigkeit in der Gemeindepastoral erhielt er 1970 von dem Erzbischof Kardinal Wojtyła besondere Aufgaben in der Metropolitankurie in Krakau.
Der Papst Johannes Paul II. ernannte ihn am 26. Oktober 1984 zum Weihbischof in Krakau und Titularbischof von Pertusa. Der Papst persönlich spendete ihm am 6. Januar 1985 die Bischofsweihe; Mitkonsekratoren waren Eduardo Martínez Somalo, Apostolischer Nuntius in Australien, und Duraisamy Simon Lourdusamy, Sekretär der Kongregation für die Evangelisierung der Völker.
Sein Wahlspruch lautet Omnia Tibi („Alles Dir“). 
Er wurde Generalvikar des Kardinals Franciszek Macharski.
Am 25. März 1992 wurde er zum ersten Bischof des neu gegründeten Bistums Rzeszów ernannt und am 11. April 1992 in der Herz-Jesu-Kathedrale in Rzeszów in sein Bistum eingeführt. 
Górny war maßgeblich an der Gründung der Universität Rzeszów beteiligt.
Am 14. Juni 2013 nahm Papst Franziskus sein altersbedingtes Rücktrittsgesuch an.

## Auszeichnungen
- 1995 Ehrenbürger der Stadt Oswiecim
- 2000 Ehrenbürger der Stadt Lublin
- 2000 Ehrenbürger der Stadt Kolbuszowa
- 2010 Ehrenbürger der Stadt Rzeszów
- 2012 Ehrenbürger der Stadt Ropczyce